# Monasterio de Oshki
El Monasterio de Oshki, es un importante monumento arquitectónico georgiano construido entre los años 960 y 970 (siglo X), centro monasterial ortodoxo del antiguo territorio Tao-Klartjeti. Está situado en lo alto del margen izquierdo del río Tortumi, en el pueblo de Chemliamach, al noreste de Turquía, en la provincia de Tao.
Es la primera de las cuatro grandes catedrales (junto a Svetitsjoveli, Bagrati y Alaverdi).
La catedral de Oshki está unida a un complejo monástico, con el seminario, el comedor y pequeñas iglesias aún conservadas. Era el antiguo centro cultural y educativo georgiano en Tao.

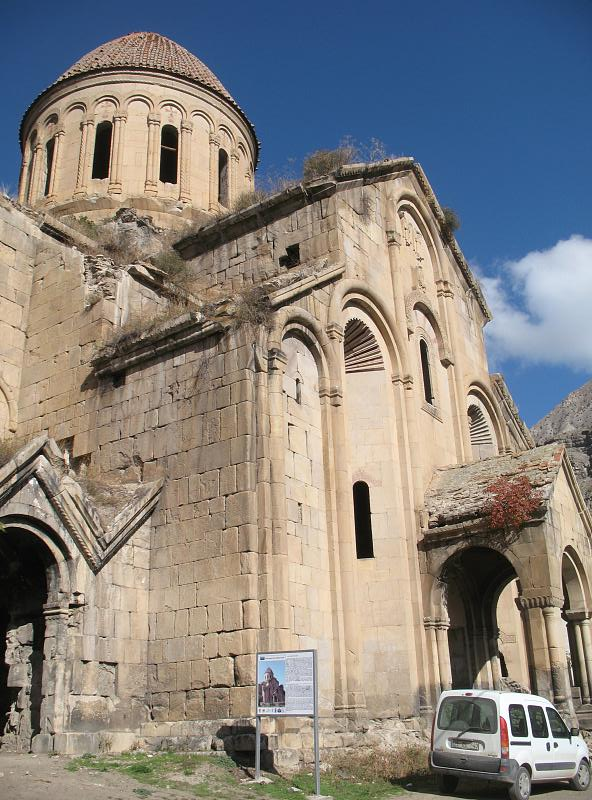
Vista de la entrada al complejo.